# Upsala, Minnesota
Upsala är en stad (city) i Morrison County i Minnesota, USA. Staden ligger i den centrala delen av delstaten, omkring 19 miles (31 km) sydväst om countyts huvudort Little Falls och omkring 95 miles (153 km) nordväst om Minneapolis. Folkmängden var 427 invånare vid 2010 års folkräkning.

## Geografi
Stadens centrum är beläget vid North Two River, den norra grenen av Two River som i sin tur är en västlig biflod till Mississippi. Minnesota State Highway 238 är en av samhällets viktigare vägar och utgör huvudgatan genom staden.

## Historia
De första europeiska bosättarna i trakten var från Danmark, men under 1870-talet slog sig en större grupp svenska bosättare ned i området. Orten var ursprungligen känd som "Swedback's Settlement", efter John Swedback som var sågverksägare och ägde lanthandeln som sköttes av hans fru, Ericka. Swedback grundade även ortens mejeri, som senare övertogs av ett kooperativ. I samband med att ett postkontor uppfördes på platsen 1883 döptes orten och postkontoret till Upsala, efter Uppsala i Sverige, av John Anderson, den förste postmästaren. Till skillnad från den svenska staden har Upsala, Minnesota behållit den dåvarande stavningen Upsala. J.S. Borgstrom var en annan viktig affärsman i stadens tidiga historia, som grundade en kedja av fotobutiker och senare även var medgrundare till stadens bank. En av huvudgatorna är idag döpt efter honom. År 1916 blev orten en stad med kommunalt självstyre, med Gust Nelson som förste borgmästare. Fram till 1953, då den katolska församlingen grundades, dominerades stadens religiösa och kulturella liv av skandinaviskättade protestanter, men sedan dess har svenska som minoritetsspråk till större delen dött ut.

## Kultur och sevärdheter
Stadens hembygdsmuseum är sedan 1984 inrymt i Borgstrom House, familjen Borgstroms tidigare hem, uppfört 1913. Huset donerades av bankmannen Axel Borgstrom och frun Carrie till stadens historiska sällskap 1983.
I staden anordnas årligen Heritage Days den andra helgen i augusti, då ortens grundande och historiska arv firas. Staden har fem kyrkor, varav tre har lutherska församlingar, en är den tidigare svenska missionskyrkan och en är katolsk.

## Utbildning och skolidrott
Stadens skola erbjuder alla årskurser (K-12), och har omkring 400 elever. Staden med omgivande landsbygd utgör upptagningsdistrikt. Skolans basketklubb, Upsala Cardinals herrlag, har tävlat på delstatsnivå. I amerikansk fotboll, baseboll och friidrott tävlar skolans lag tillsammans med det närbelägna Swanville i klubben Upsala Swanville Area (USA) Patriots.

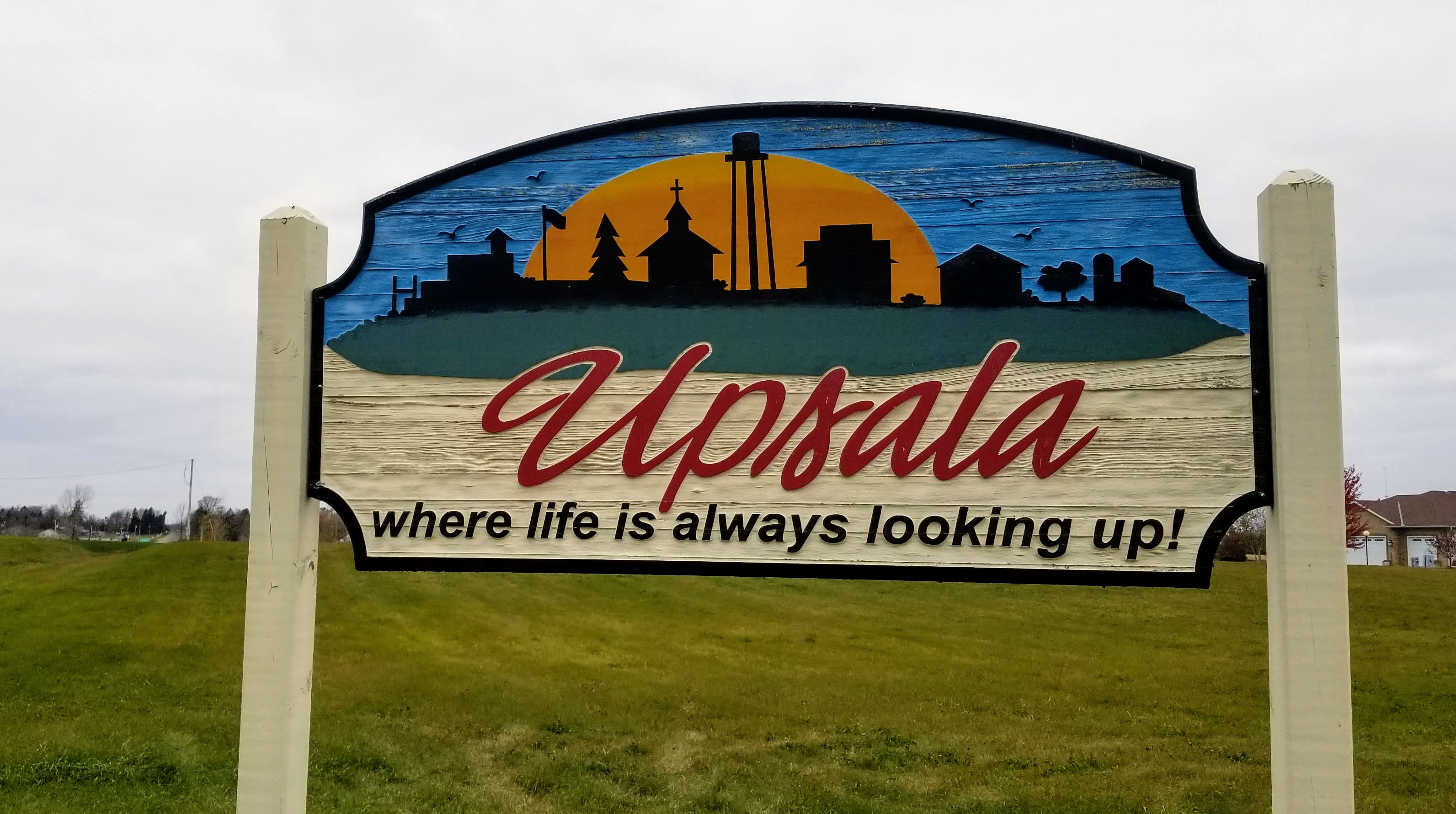
Upsala
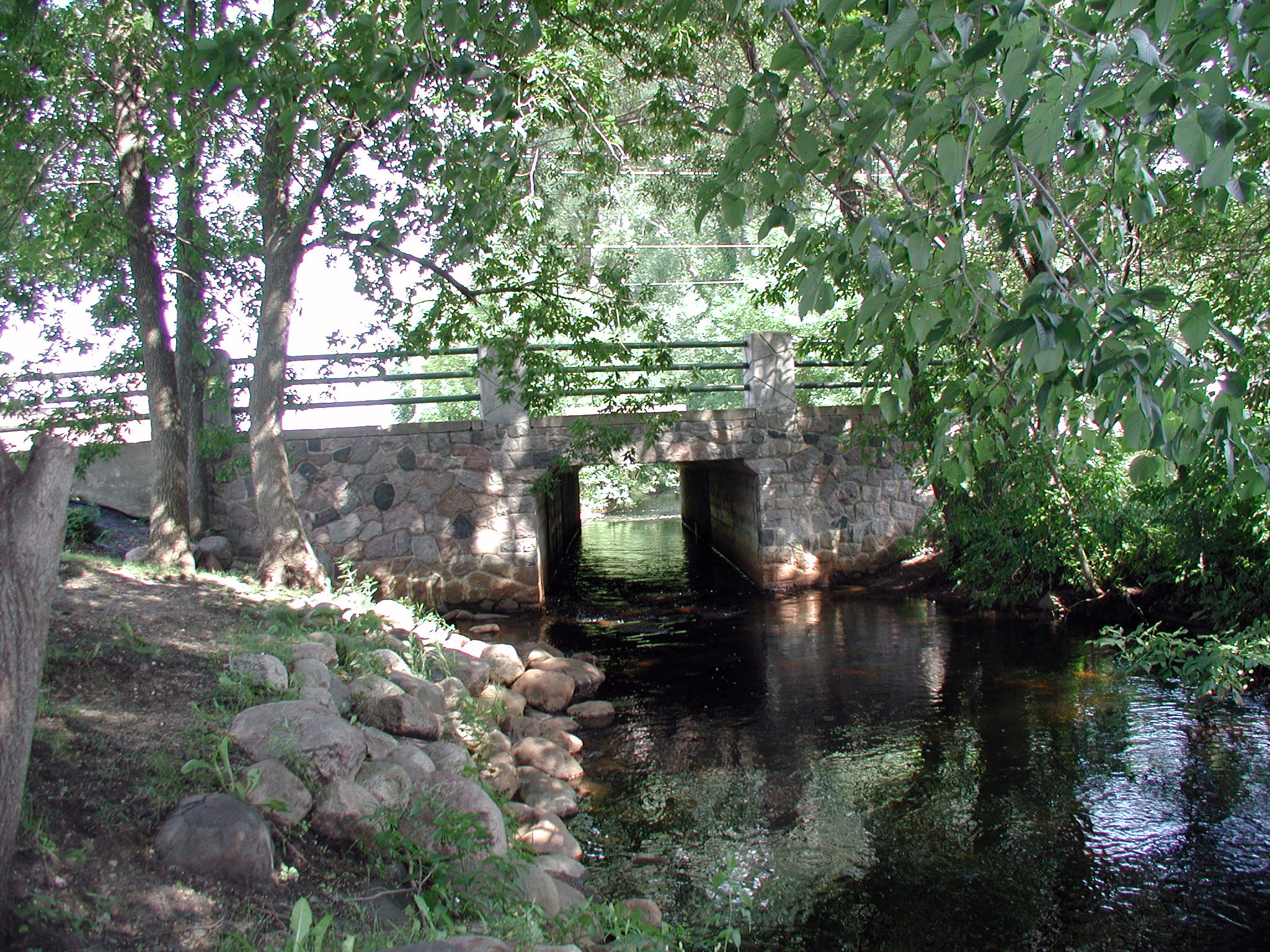
Bron (North Two River, Minnesota State Highway MN 238)
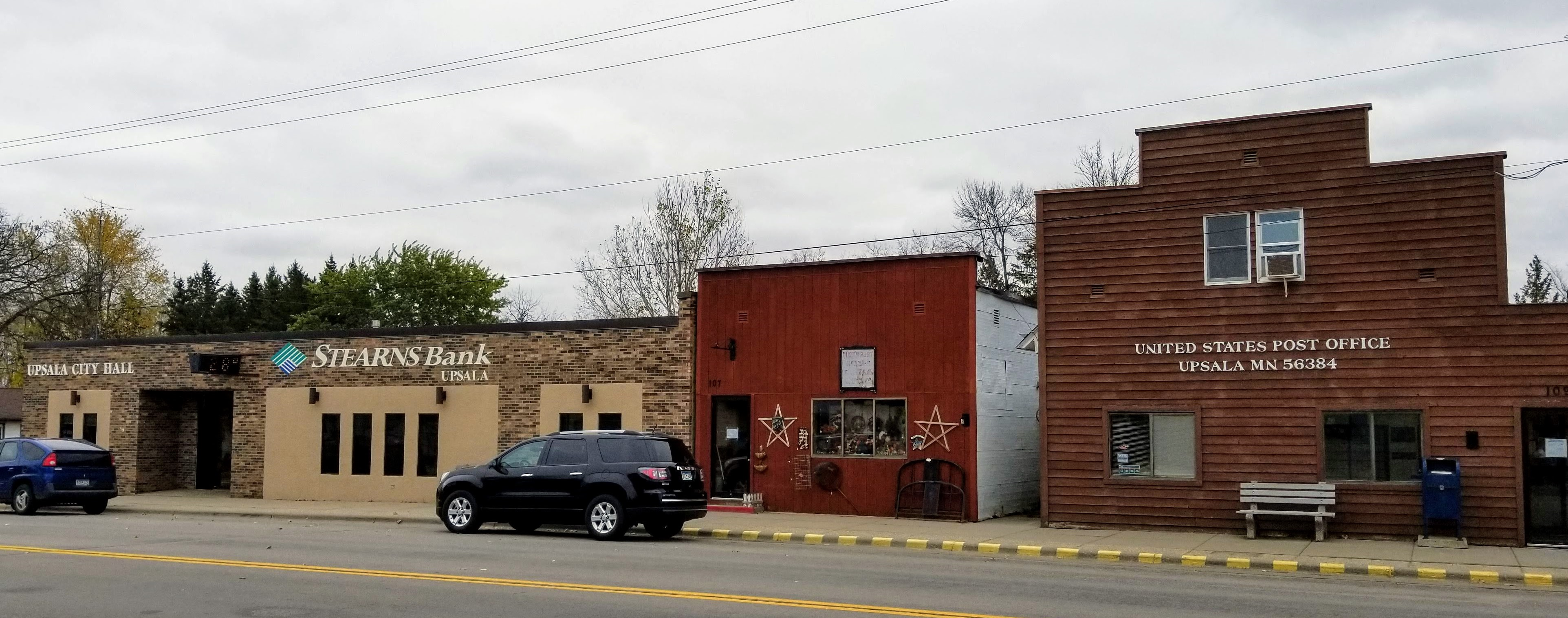
Upsala
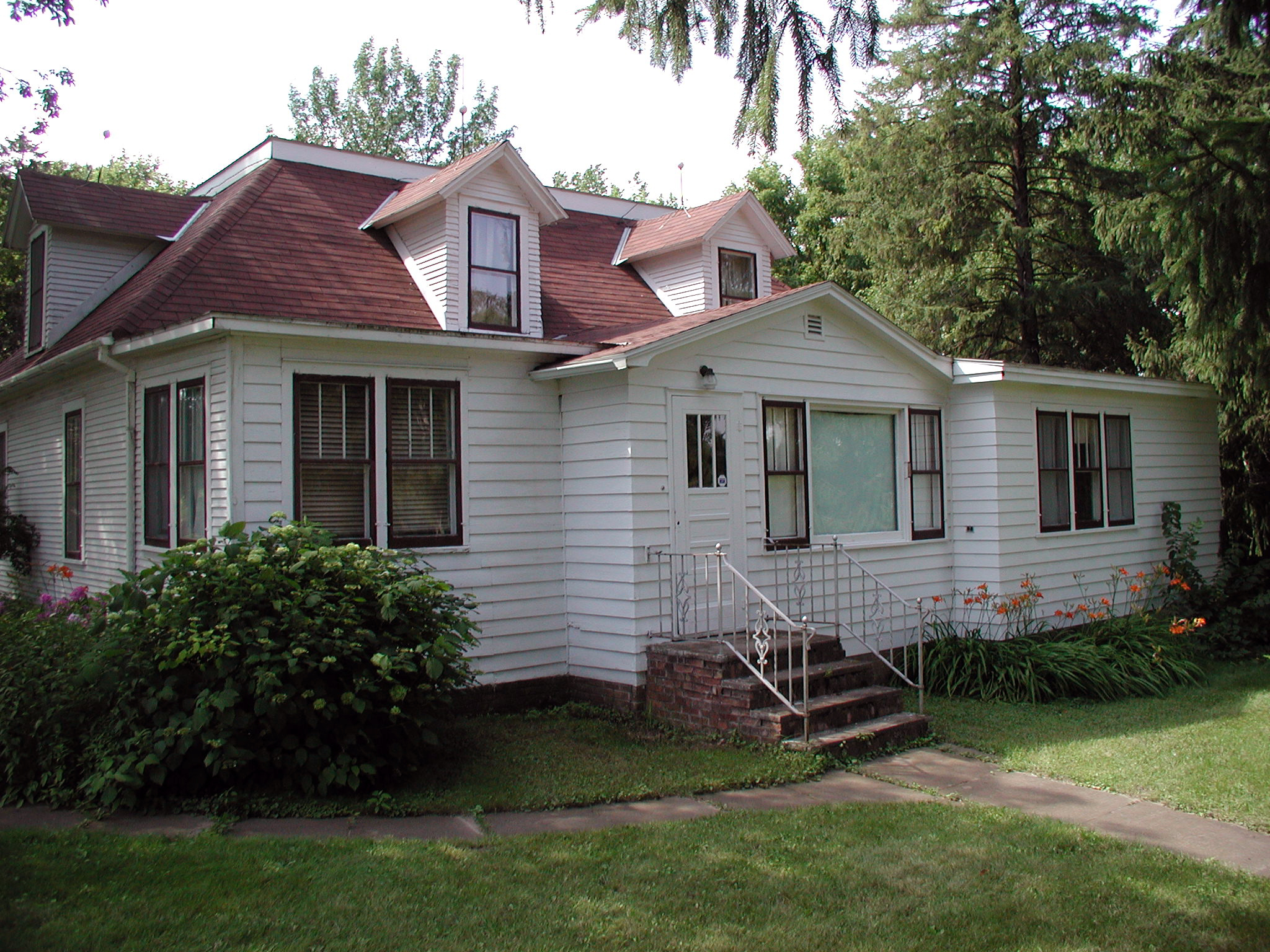
Borgstrom House Museum
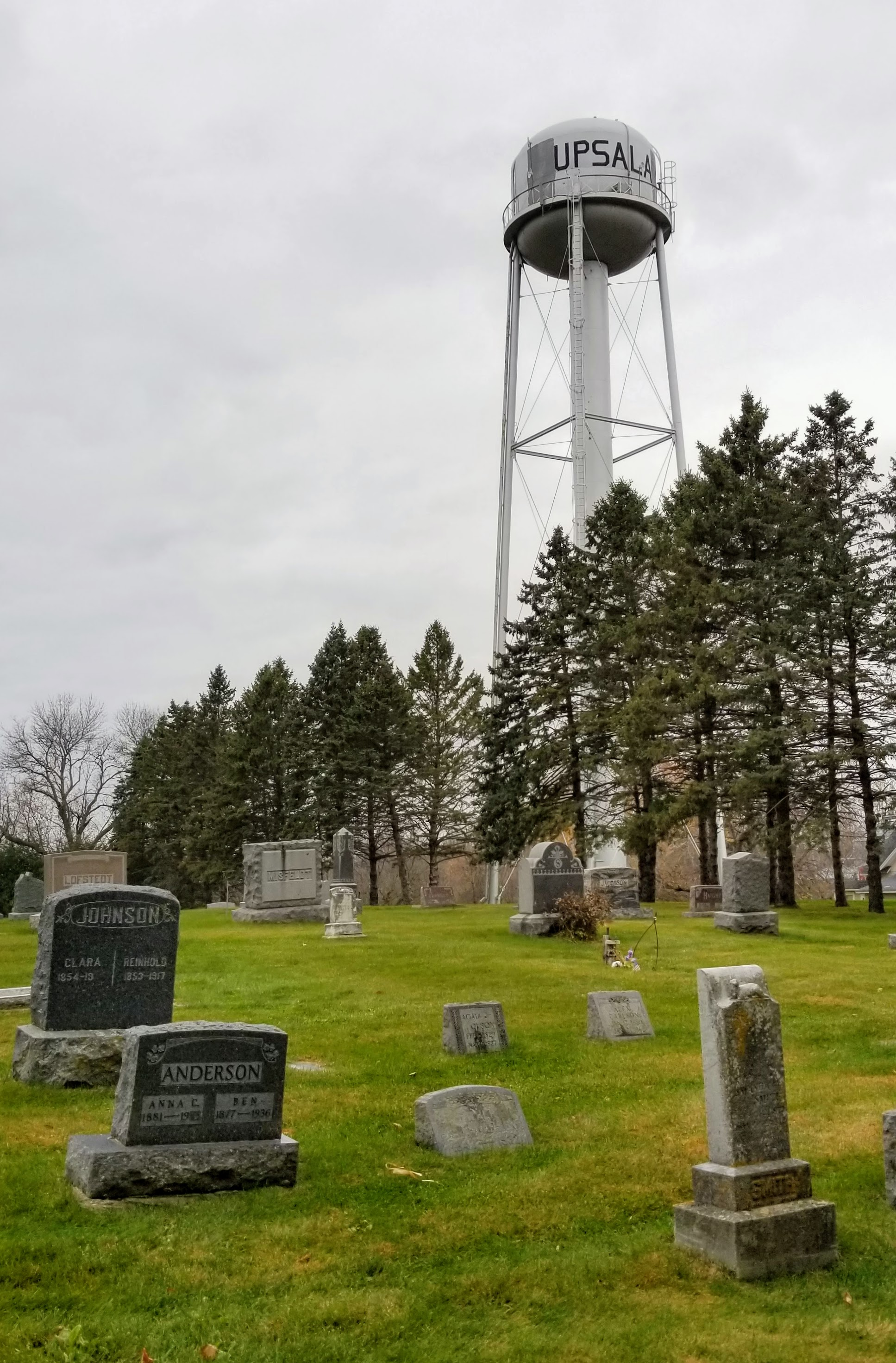
Upsala Covenant Church Cemetery

### Fotnoter
1. ↑  ”2010 Census Redistricting Data (Public Law 94-171) Summary File”. American FactFinder. U.S. Census Bureau, 2010 Census. Arkiverad från originalet den 26 juli 2011. https://web.archive.org/web/20110726025609/http://factfinder2.census.gov/faces/tableservices/jsf/pages/productview.xhtml?pid=DEC_10_PL_GCTPL2.ST13&prodType=table. Läst 23 april 2011.
2. 1 2  Hovland, Dan. ”History of Upsala”. City of Upsala. Arkiverad från originalet den 19 december 2016. https://web.archive.org/web/20161219214236/http://www.cityofupsala.com/history.php. Läst 10 augusti 2015.
3. ↑  Guide to Upsala Minnesota
4. ↑  Hovland, Dan. ”The Borgstrom House”. Arkiverad från originalet den 4 mars 2016. https://web.archive.org/web/20160304222745/http://www.upsala.k12.mn.us/uahs/docs/special/BorgstromHouse.html. Läst 10 augusti 2015.
5. ↑  Williams, Emma (7 augusti 2015). ”Mini-Uppsala firar svenskt arv”. Upsala Nya Tidning. http://unt.se/uppland/uppsala/mini-uppsala-firar-svenskt-arv-3831745.aspx. Läst 10 augusti 2015.